# Baśń karkonoska
Baśń karkonoska albo też Baśnie karkonoskie (czeski: Krkonošská pohádka albo też Krkonošské pohádky) – czechosłowacki dobranockowy serial telewizyjny dla dzieci o legendarnym władcy gór Liczyrzepie i złym, chciwym panu Trautenberku i jego służących reżyserowany przez Věrę Jordánovą dla Telewizji Czechosłowackiej. 

## Historia
Serial w reżyserii Věry Jordánovej miał premierę 30 kwietnia 1974 roku. Był produkowany w latach 1974–1984. Wszystkie odcinki zostały nakręcone w studiu filmowym Barrandov. Scenariusz napisała Božena Šimková na podstawie książki Marie Kubátovej Daremný poudačky. Książka ukazała się w 1956 roku. 
W styczniu 2013 r. serial według wyników ankiety dla widzów został oznaczony jako najlepsza dobranocka (czeski: Večerníček).

## Obsada
- František Peterka - Liczyrzepa (czeski: Krakonoš)
- Ilja Prachař - Trautenberk
- Zdeněk Řehoř - leśniczy
- Hana Maciuchová - Anka (czeski: Anče)
- Jaroslav Satoranský - Kuba
- Bohuš Záhorský - narrator (odcinki 1 - 12, 20)
- Martin Růžek - narrator (odcinki 13–19)

## Odcinki
1. Jak Trautenberk lovil v Krakonošově revíru[6] (Jak Trautenberk polował w rejonie Liczyrzepy)
2. Jak Trautenberk chtěl peříčko z Krakonošovy sojky[7] (Jak Trautenberk chciał zdobyć pióro sójki Liczyrzepy)
3. Jak Trautenberk topil Krakonošovým dřevem[8] (Jak Trautenberk palił drewnem Liczyrzepy)
4. Jak Kuba utekl ke Krakonošovi[9] (Jak Kuba uciekł do Liczyrzepy)
5. Jak Trautenberk vystrojil hostinu pro štěpanického barona[10] (Jak Trautenberk urządził ucztę dla szczepanickiego barona)
6. Jak šel Kuba ke Krakonošovi pro poklad[11] (Jak Kuba poszedł do Liczyrzepy po skarb)
7. Jak Trautenberk chtěl Krakonošovo koření[12] (Jak Trautenberk chciał przyprawy Liczyrzepy)
8. Jak Trautenberk kradl zvířátkům zásoby na zimu[13] (Jak Trautenberk ukradł zwierzętom zapasy na zimę)
9. Jak Trautenberk vyměnil Krakonošovi fajfku[14] (Jak Trautenberk przehandlował Liczyrzepie swoją fajkę).
10. Jak chtěl Trautenberk nový kožich[15] (Jak Trautenberk chciał mieć nowe futro)
11. Jak šel Trautenberk do hor pro poklad[16] (Jak Trautenberk wyruszył w góry po skarb)
12. Jak Trautenberk sušil Krakonošovi louku[17] (na stronie ČSFD.cz występuje odcinek pod tytułem Jak Trautenberk sušil Krakonošovu louku, inny tytuł pojawia się w czołówce odcinka, więc właśnie on jest oficjalny) (Jak Trautenberk osuszał łąkę Liczyrzepie/Jak Trautenberk osuszał łąkę Liczyrzepy)
13. Jak chtěl Trautenberk poslat Kubu na vojnu[18] (Jak Trautenberk chciał wysłać Kubę do wojska)
14. Jak si Trautenberk pochutnal na čerstvých pstruzích[19] (Jak Trautenberk delektował się świeżymi pstrągami)
15. Jak Trautenberk pořádal vepřové hody[20] (Jak Trautenberk urządził ucztę wieprzową)
16. Jak Trautenberk chytal ptáčky zpěváčky[21] (Jak Trautenberk łapał ptaki śpiewające)
17. Jak Trautenberk otrávil strakatou kozu[22] (Jak Trautenberk otruł kozę cętkowaną)
18. Jak Trautenberk odvedl horské prameny[23] (Jak Trautenberk odwrócił bieg górskich źródeł)
19. Jak se chtěl Trautenberk pomstít Krakonošovi[24] (Jak Trautenberk chciał się zemścić na Liczyrzepie)
20. Jak Trautenberk prodával vodu[25] (Jak Trautenberk sprzedawał wodę)